# Skaulo
Skaulo (samiska: Savdijávri) är en småort i Gällivare distrikt (Gällivare socken) i Gällivare kommun.
Skaulo ligger halvvägs mellan Gällivare och Kiruna vid sjön Soutujärvi, fem kilometer söder om Puoltikasvaara. Genom byn går de sammanflätade vägarna E10/E45.
Det är ett litet samhälle av strategisk betydelse för en del turister. Byn har en mataffär och ett värdshus. Skaulo betyder Måsen; namnet åsyftade ursprungligen en udde i sjön Soutujärvi som sägs ha varit ett tillhåll för måsar. Soutujärvi betyder Roddsjön eller Kokgropssjön. Namnet Soutujärvi är en förfinskning av samiska Savdijávri.  
Byn anlades 1666 av finnen Per Persson på ett samiskt skatteland vid namn Soutuvuoma.
Upphittade skidor har daterats till omkring år 500 efter Kristus. System med fångstgropar, sejtar och andra fornfynd gör att man kan dra slutsatsen att människor har verkat och levat i Soutujärvibygden i årtusenden.
Soutujärvi kyrka ligger i byn.

## Befolkningsutveckling
| Befolkningsutvecklingen i Skaulo 1960–2015                                                                 | Befolkningsutvecklingen i Skaulo 1960–2015 | Befolkningsutvecklingen i Skaulo 1960–2015 | Befolkningsutvecklingen i Skaulo 1960–2015 | Befolkningsutvecklingen i Skaulo 1960–2015 |
| --- | ------------------------------------------ | ------------------------------------------ | ------------------------------------------ | ------------------------------------------ |
| |                                            |                                            |                                            |                                            |
| År |                                            |                                            | Folkmängd                                  | Areal (ha)                                 |
| 1960 | 1960                                       |                                            | 181                                        | ¤                                          |
| 1970 | 1970                                       |                                            | 213                                        |                                            |
| 1975 | 1975                                       |                                            | 294                                        |                                            |
| 1980 | 1980                                       |                                            | 309                                        | 137                                        |
| 1990 | 1990                                       |                                            | 241                                        | 138                                        |
| 1995 | 1995                                       |                                            | 226                                        | 137                                        |
| 2000 | 2000                                       |                                            | 192                                        | 120#                                       |
| 2005 | 2005                                       |                                            | 179                                        | 112#                                       |
| 2010 | 2010                                       |                                            | 173                                        | 112#                                       |
| 2015 | 2015                                       |                                            | 142                                        | 51#                                        |
| Anm.: Ny tätort 1970. Upphörde som tätort 2000. ¤ Som tätortsbebyggelse med 150-199 invånare # Som småort. |                                            |                                            |                                            |                                            |